# Viktor Troicki
Viktor Troicki (in serbo Виктор Троицки?; Belgrado, 10 febbraio 1986) è un allenatore di tennis ed ex tennista serbo, di origine russa.
In singolare ha conquistato 3 titoli ATP su 9 finali. In doppio ha ottenuto 2 vittorie e 2 sconfitte in finale. Con il netto successo sul francese Michaël Llodra, nel 2010, ha regalato alla Serbia il punto decisivo per aggiudicarsi la prima Coppa Davis della sua storia. È l'unico tennista nella storia ad avere vinto tutte e tre le maggiori competizioni a squadre maschili: Coppa Davis nel 2010, World Team Cup nel 2009 e 2012 e ATP Cup nel 2020.

## Carriera
Il 25 luglio 2013 è stato sospeso dall'ITF per un periodo di diciotto mesi a causa del suo rifiuto di fornire campioni di sangue durante un test al Montecarlo Masters. A seguito della decisione del tribunale i punti e relativi premi ottenuti nel torneo monegasco sono stati annullati.
Il 23 giugno 2021 termina la propria carriera dopo la sconfitta al secondo turno delle qualificazioni di Wimbledon contro Brandon Nakashima.

## Statistiche

### Singolare

#### Vittorie (3)
| Legenda              |
| Grande Slam (0)      |
| ATP Finals (0)       |
| ATP Masters 1000 (0) |
| ATP Tour 500 (0)     |
| ATP Tour 250 (3)     |

| Numero | Data            | Torneo                                | Superficie     | Avversario in finale | Punteggio        |
| 1.     | 24 ottobre 2010 | Kremlin Cup, Mosca                    | Cemento indoor | Marcos Baghdatis     | 3-6, 6-4, 6-3    |
| 2.     | 18 gennaio 2015 | Apia International Sydney, Sydney (1) | Cemento        | Michail Kukuškin     | 6-2, 6-3         |
| 3.     | 16 gennaio 2016 | Apia International Sydney, Sydney (2) | Cemento        | Grigor Dimitrov      | 2-6, 6-1, 7-6(7) |

#### Finali perse (6)
| Legenda              |
| Grande Slam (0)      |
| ATP Finals (0)       |
| ATP Masters 1000 (0) |
| ATP Tour 500 (0)     |
| ATP Tour 250 (6)     |

| Numero | Data            | Torneo                                | Superficie  | Avversario in finale  | Punteggio   |
| 1.     | 17 agosto 2008  | Legg Mason Tennis Classic, Washington | Cemento     | Juan Martín del Potro | 3-6, 3-6    |
| 2.     | 4 ottobre 2009  | Thailand Open, Bangkok                | Cemento (i) | Gilles Simon          | 5-7, 3-6    |
| 3.     | 15 gennaio 2011 | Medibank International Sydney, Sydney | Cemento     | Gilles Simon          | 5-7, 6(4)-7 |
| 4.     | 23 ottobre 2011 | Kremlin Cup, Mosca                    | Cemento (i) | Janko Tipsarević      | 4-6, 2-6    |
| 5.     | 14 giugno 2015  | Mercedes Cup, Stoccarda               | Erba        | Rafael Nadal          | 6(3)-7, 3-6 |
| 6.     | 7 febbraio 2016 | Sofia Open, Sofia                     | Cemento (i) | Roberto Bautista Agut | 3-6, 4-6    |

### Doppio

#### Vittorie (2)
| Legenda              |
| Grande Slam (0)      |
| ATP Finals (0)       |
| ATP Masters 1000 (0) |
| ATP Tour 500 (0)     |
| ATP Tour 250 (2)     |

| Numero | Data             | Torneo                         | Superficie  | Compagno        | Avversari in finale           | Punteggio |
| 1.     | 3 ottobre 2010   | Thailand Open, Bangkok         | Cemento (i) | Christopher Kas | Jonathan Erlich Jürgen Melzer | 6-4, 6-4  |
| 2.     | 12 febbraio 2017 | Garanti Koza Sofia Open, Sofia | Cemento (i) | Nenad Zimonjić  | Michail Elgin Andrej Kuznecov | 6-4, 6-4  |

#### Finali perse (2)
| Legenda              |
| Grande Slam (0)      |
| ATP Finals (0)       |
| ATP Masters 1000 (0) |
| ATP Tour 500 (0)     |
| ATP Tour 250 (2)     |

| Numero | Data            | Torneo                       | Superficie  | Compagno           | Avversari in finale            | Punteggio   |
| 1.     | 24 ottobre 2010 | Kremlin Cup, Mosca           | Cemento (i) | Janko Tipsarević   | Igor' Kunicyn Dmitrij Tursunov | 6(8)-7, 3-6 |
| 2.     | 12 gennaio 2018 | Sydney International, Sydney | Cemento     | Jan-Lennard Struff | Łukasz Kubot Marcelo Melo      | 3-6, 4-6    |